# 金坷垃

金坷垃“抢购篇”广告的截圖，这段影片也是被改编最多的版本。图中出现三人的人物设定分别为：非洲人（左），美国人（中）和日本人（右）

金坷垃是一种自称可以促进植物吸收土壤中的營養（氮磷鉀）、能大幅度提高农产品品質的肥料添加劑。2007年，该产品的电视广告在中國大陸一些地区的电视台中播出，並在河南省及鄰近地區發售。因為其廣告詞琅琅上口，且內容誇大不實，被中國網友當作惡搞與揶揄的對象，成為一种网络文化。

## 公司
該產品自稱所屬公司是一個名為「美國聖地亞戈國際農業集團」的公司。該公司曾在中國大陸農資產品交易平台網站「火爆農資招商網」 （页面存档备份，存于）開設主頁。該公司於官方網站上自稱2002年進入中國市場，營銷總部設於鄭州，主要市場有中國大陸的河南、河北、安徽、江蘇、山東、湖北等省份的各縣市。該公司除擁有「金坷垃」（肥料高效增效剂）產品之外，還擁有「憑良心」（地下殺蟲劑）、「四大名捕」（組合型殺蟲劑）、「金氮丹」（複合肥）、「三把火」（農藥）、「金脈動」（農藥）等产品。其他產品的廣告也有類似於金坷垃的風格，例如上文所提到的「憑良心」。
該公司聲稱金坷垃是產自美國「聖地亞戈生物工程有限公司」的肥料添加劑。但中國大陆網友留意到，公司的英文名稱不是聖地亚哥（San Diego，或译作“圣迭戈”），而是採用漢語拼音的「聖地亞戈」（SHENGDIYAGE），而宣传片上介绍的该公司是来自于佛罗里达州而不是聖地亚哥所在的加利福尼亚州。另外，「坷垃」并不是外文的音譯詞，而是中国北方方言「泥土块（土坷垃）」的意思。網友更發現「聖地亞戈生物工程有限公司」与美国根本毫無關係，而是來自中國的河南鄭州。由於廣告詞過於誇張，金坷垃廣告已經引起中國官方注意，稱其為「內容虛假、格調低下」的假廣告。

## 公司爭議與真相
根據《鄭州晚報》的報導，对于金坷垃广告中所说的「吸收两米以下氮磷钾」「小麥亩产一千八」等内容，專家表示，水稻的產量主要取決於品種，目前畝產大概在300公斤左右，部分優良品種可達到500公斤左右，個別實驗品種能達到800公斤，水稻属鬚根系，1米的根能吸收2米以下的氮、磷、钾，都是虛假的。
「金坷垃」包裝袋上的威廉伯爵（Wellin Boss）被發現是一個網路素材圖片。
廣告上聲稱農業集團總裁威廉伯爵（Wellin Boss）享有與美國總統同等的榮譽，但根據《美利堅合眾國憲法》第1條 第9節 第8款明文規定：聯邦政府不得頒發貴族爵位。
《金坷垃系列生物肥正式投產》的報導，公佈實際由北京華豐偉業工程有限公司研究開發，此篇文章作者名王莉，其名稱與公司董事長完全同名。此公司的股東之一麻林濤，開設同經營化肥《麻博士》企業。
中國的《財富人物雜誌》為麻林濤做過封面專訪，採訪中提及到出生地為河南省南陽市，卻正是「金坷垃」廣告首次出現的城市。
麻林濤博士曾受過聯合國常務理事單位的任命，《聯合國和平基金會國際綠色和平產業聯盟》的組織批准成立中國區生物技術研究院和產業基地，但媒體經過仔細調查卻發現麻林濤就是此聯合國旗下組織的副主席之一，媒體也揭穿整個組織的行為（包含「金坷垃」「美國聖地亞戈國際農業集團」「聯合國和平基金會國際綠色和平產業聯盟」皆為麻林濤等人造假。

## 成分
有网民购买金坷垃并进行成分分析后发现金坷垃主要含有铝、钙、硅、氧、碳五种元素，并推测其主要成分为碳酸钙。

## 原版廣告
一開始金坷垃在网络上尚未大规模流行，直到其后数个二次創作影片的流行，金坷垃這才傳遍中國大陸以及台灣的网络，成為人所皆知的流行詞。目前網路上流傳的金坷垃原版廣告共有8部，其中又以「最高絶密」（3分鐘廣告帶）與「搶購篇」（又名「老外打架」，俗稱「金坷垃三人組」）流傳最廣。该系列广告的结尾台词（即商家名称）“美国·圣地亚戈，American·SHENGDIYAGE”也被部分网友戏称为金坷垃改制影片的“标准结尾”。

### “最高机密”
本篇廣告内容為聖地亞戈集團及其產品“金坷垃”的簡介。該廣告聲稱「金坷垃位於美國的總部叢林環繞、共有5,000名特種兵把守」，而且集团的总裁“威廉伯爵”「享有与美国总统同等的荣誉，圣地亚戈支持谁，谁将成为最有力的总统候选人。」「一颗小小的原子弹，改变了整个二战的局面；一粒金灿灿的金坷垃，加速了全球农业的发展。」「金坷垃因其强大的效用和无尽的价值，与核武器同被列为美国最高机密。金坷垃是农业发展的核武器，其重要性不言而喻。正是因为金坷垃，圣地亚戈公司成了世界最强大的公司。」而其原料來源為「80种稀缺矿物质提炼的精华，大型电脑定位生产，3万摄氏度精密提炼」，「一公斤金坷垃原料高达500万美元」，「金坷垃让世界上68个国家提前5年实现农业现代化」，「每天有3000辆专列、1000艘货轮、500架次飞机满载金坷垃昼夜不停发往世界129个国家」。因這些荒诞不经的廣告詞，本廣告在網路上爆紅。另外，「伯爵」這個稱呼是仅适用于歐洲部分地區的（在美国没有人可以被官方授予“伯爵”之類的貴族頭銜），而總部卻設在美國，很明顯不正確。

### 搶購篇
廣告描述一個正在運載金坷垃肥料的美國人，途中被一個非洲人和一個日本人攔住，兩人爭相想要金坷垃，最後美國人為了防止日本使用此肥料提高糧食產量而不從美國進口小麥，便以支援非洲人民為名，拒絕向日出口金坷垃。
由於三名外國人都說外國口音的中文，而且語氣誇張，动作剧烈，犹如順口溜，结尾的‘圣地亚戈’发音也極其扭曲，無不令觀眾捧腹大笑，這三人也被網友戲稱為「金坷垃三人組」或「美日非三人組」。因广告中的非洲人扮相酷似动畫《BLEACH》中的东仙要，在弹幕网站上，其亦被昵称为“东仙队长”。廣告中其他如「肥料摻了金坷垃，一袋能頂兩袋撒，肥料摻了金坷垃，小麥畝產一千八」、「金坷垃能吸收兩米下的氮磷鉀」、「肥料掺了金坷垃，不流失，不蒸发，零浪费」等等廣告詞也流傳甚廣。该版本也是被改编最多的金坷垃广告版本。

### 别撒篇
广告描述一位妇女，为了让男子往肥料裡掺金坷垃，一路大喊“别撒”、“不能撒”。然后妇女介绍了金坷垃的种种功能，最后男子说“不掺金坷垃的肥料，打死我也不撒”。

## 廣告的二次創作

### 廣告影片改作
一般认为，金坷垃突然的火爆是源于中國大陆网民荼荼丸（又稱221）所制作的以其为素材的改编音乐短片。在其中一个短片中，作者以金坷垃广告中的台词为歌词，配合《K-ON!》的片尾曲《Don't say "lazy"》以及《科学超电磁砲》的片头曲《Only my railgun》，以日本電波歌的形式制作的音MAD收到好评，迅速被转载到各种网络视频网站，在其视频的发源网站AcFun上更拥有超过47万点击和3000余条评论。金坷垃还被改编成各种版本的歌曲，例如《青花瓷》版。金坷垃广告也被网民戏称为“检验歌曲的唯一标准”。
巴哈姆特網站人稱為「場外歌后」的網友「阿骨打」也利用金坷垃原版廣告詞及寶兒的歌曲為素材，改編並演唱了一首名為《莖刻啦》的歌曲。金坷垃的广告成为了大陆与台湾网民恶搞的对象，各种各样不同形式的恶搞短片开始出现在网站上，同时金坷垃在台湾由于网络传播以及新闻媒体的报道也开始成为流行词。
如今在中国弹幕视频网站bilibili的鬼畜区中，也经常可以看到“坷垃三人组”的身影。

### 廣告詞改編
廣告中「肥料摻了金坷垃，一袋能頂兩袋撒」的廣告詞也被大量改編。如癮科技網站中文版一篇文章的标题「LG Prada摻了金坷垃，一機可頂兩機價」即是原句的改造。而在台灣，網友們也將「摻了金坷垃」作為「突然變得強大」的代名詞。

### 电子游戏
碧蓝航线中的角色聖地牙哥號輕巡洋艦（USS San Diego CL-53）具有诸如“听说把我埋进土里就可以丰收……我莫非功能很多？！”（「私を土に埋めと、豊作になるって？もしかして私って、多機能？」）的台词。另外，在游戏中圣地亚哥的Q版立绘会时不时掏出一袋金坷垃化肥。

### 電腦遊戲
河洛群俠傳中，位於漱玉磯的白洲的農田有一包肥料「金苛瘌」，疑似是影射金坷垃。

### 网站
金坷垃网站 （页面存档备份，存于）基本还原了金坷垃网站的原样，其实并没有真的功能。

## 外部連結
- 原版广告 （页面存档备份，存于）

- 金坷拉產品官方網站仿金坷垃网站
- 太扯！穿越国际的黄梅戏 （页面存档备份，存于）
- 伪基百科上的金坷垃条目（简体中文）
- 偽基百科上的金坷垃條目 （页面存档备份，存于） （繁體中文）
- Komica wiki上的金坷垃條目 （页面存档备份，存于）
- 萌娘百科上的金坷垃条目 （页面存档备份，存于）
- 哔哩哔哩上的金坷垃专题
  - 金坷垃视频选集一 （页面存档备份，存于）
  - 金坷垃视频选集二 （页面存档备份，存于）
  - 金坷垃三人众演绎的动画歌曲 （页面存档备份，存于）
  - 美国圣地亚哥原版广告合集 （页面存档备份，存于）